# گمینا دروخیچن
گمینا دروخیچن (به لهستانی:  Gmina Drohiczyn) یک گمینا در لهستان است که در شهرستان شمیاتچه واقع شده‌است. گمینا دروخیچن ۲۰۷٫۹۶ کیلومتر مربع مساحت و ۶٬۸۱۵ نفر جمعیت دارد.